# Fülöp József (filmrendező)
Fülöp József (Tatabánya, 1964. november 28. –) animációs filmrendező, vizuális kommunikációs tervezőművész, egyetemi tanár.

## Életpályája
Diplomáját az Iparművészeti Főiskolán szerezte az 1991-es Trip című animációs diplomafilmjével. A következő években animációs reklámfilmeket, főcímeket készített, és jelentősek televíziós arculattervezési (Hír TV arculat (2002), Minimax TV On-Screan arculat (2004) stb.). Grafikai tervezési munkákat is készített (Életrevaló Plusssz - Pharmavit (1995)), a Varga Stúdió arculata (1994–2000, 2002), a Minimax TV vállalati arculata (2004) is. Kiállítások és fesztiválok szervezője (Kiskakas animációsfilm fesztivál (2002), BAF) és aktív résztvevője, publikációk, illusztrációk, web projekt készítője.
2014. augusztus 1. és 2024. július 31. között a Moholy-Nagy Művészeti Egyetem rektora.

## Filmjei
| - Életvonal (2007) - Orsolya (2009) - Simon vagyok (2009) - Nyuszi és Őz (2012) - Otthon (2012) - Frusztráció (2015) - Mese (2015) - A körömágyszaggató (2016) - A nyalintás nesze (2016) - Házibuli (2016) - Vulkánsziget (2017) - Kortárs gyerekversek és dalok (2017) - Zürös környék (2017) - Szezon után (2018) - Szirének (2019) - Odakint (2020) - Nyugvó köd (2022) - Felhök felett (2022) | - Ritmusok (2004) - Ede megevé ebédem (2006) - Hacktion: Újratöltve (2013) |